# Sở Thông tin Hoa Kỳ
Sở Thông tin Hoa Kỳ hay đúng ra là Cơ quan Thông tin Hoa Kỳ (tiếng Anh: United States Information Agency; viết tắt: USIA) là một bộ phận thuộc Bộ Ngoại giao Hoa Kỳ với nhiệm vụ phổ biến và vận động công luận hầu gia tăng hiểu biết giữa người Mỹ cùng chính phủ Mỹ và quốc tế.

## Lịch sử
Cơ quan này được thành lập vào năm 1953 dưới hai đạo luật: Smith-Mundt Act và Fulbright-Hays Act.
Đạo luật Smith-Mundt tạo lập ra đài phát thanh Tiếng nói Hoa Kỳ (VOA), Radio Martí và TV Martí. Hai chương trình Martí nhắm vào khán thính giả ở Cuba. Cũng theo đạo luật này thì chương trình phát thanh và truyền hình phải trung thực đưa tin chứ không được thuộc dạng tuyên truyền.
Đạo luật Fulbright-Hays thì cho phép những cuộc trao đổi văn hóa và giáo dục quốc tế. Nổi tiếng hơn cả là Chương trình Học bổng Fulbright. Hằng năm có hơn 4.000 người trong và ngoài nước Mỹ được cấp học bổng này để có dịp tu nghiệp và học hỏi thêm.
Ở ngoại quốc, Sở Thông tin có nhân viên trợ lực cho ngoại giao đoàn ở các sứ quán.
Sở Thông tin Hoa Kỳ cũng chịu trách nhiệm thực hiện các dự án đại diện cho nước Mỹ khi Mỹ tham dự Hội chợ Thế giới (World's Fair).
Năm 1999 cơ quan này bị giải thể còn các chương trình truyền thanh, truyền hình thì phối hợp lại dưới một cơ quan mới mang tên Broadcasting Board of Governors BBG vẫn phụ thuộc Bộ Ngoại giao.